# 深圳特區貨幣
深圳特區貨幣（或稱深圳元）是1979年至1980年代中期计划于中華人民共和國廣東省深圳經濟特區發行的一種地方貨幣，最終因風險太大及意見不一致而沒有發行。

## 背景
1979年，中華人民共和國決定成立深圳、珠海、汕頭、廈門四個經濟特區，作為經濟改革的試驗地點。由於深圳毗連香港，而兩地生活水平和商品供應差異極大，所以一直有深港跨邊境商品走私問題。當時在中國大陸通行的貨幣，是不能自由兌換且由官方釐訂匯率的人民幣。除了人民幣外，由於中國大陸對外匯有嚴格管制，改革開放後境外人士到中國消費增多，民間的貨幣兌換環境也較過去寬鬆，為避免外匯流失，中國大陸政府於1980年4月另外發行與人民幣等值的外匯券。外匯券只限境外人士使用，並可用於指定商店，售賣中國大陸一般很難買到的商品。同時，香港商品不斷流入深圳，香港人到深圳消費以至購買房產等皆多用港元，到深圳投資的港商亦多以港元發工資，深圳流通的港元隨之不斷增加，形成深圳同時有人民幣、外匯券、港元三種貨幣流通的情況。
由於使用港元可在深圳買到很多用人民幣買不到的商品，又可以到香港沙頭角邊界購買各種名貴貨物，因此港元在深圳備受青睞，人民幣和外匯券則受到排擠。例如，當時的黑市兌匯市場，最高可以100港元兌換55元人民幣，較外匯牌價高出19.6元。而深圳的貨物或同時用三種貨幣標價，或只用港元標價，港元的售價為三種標價中最便宜者。
1979年至1982年期間，深圳人多有儲藏港元。據1982年國務院的《當前試辦經濟特區工作中若干問題的紀要》估計，深圳居民持有的港元有1億元以上。
為免深圳過分受港元的波動影響，並防止深圳成為香港的金融附庸，保護人民幣的利益，因此，深圳市領導層產生了發行一種可自由兌換的特區貨幣與港元競爭的想法，限制深圳經濟特區只可使用深圳特區貨幣。此舉亦有助深圳發展成為一個全面自由的經濟體。此構想後來得到了鄧小平的支持。

## 討論過程

### 1981至1983年：醞釀期
1981年春，時任廣東省副省長、兼任中共深圳市委第一書記的吳南生首先正式提出發行特區貨幣。同年5月，中共廣東省委向中共中央及國務院提出該項建議。7月中，中共中央及國務院批示由中國人民銀行負責研究在深圳發行特區貨幣的方案。至該年11月末，深圳提交的《關於儘快研究發行特區貨幣及批准外資銀行來深圳經濟特區設置分支機構的報告》中表示當年區內共有約800萬港元流通，約佔貨幣流通量十分之一，如不儘早研究發行深圳貨幣，港元的流通範圍可能不斷擴大。
1982年初，以中國人民銀行副行長尚明為首的小組到深圳進行調查，4月小組向國務院提交報告，認為貨幣問題關係重大，也涉及深圳經濟特區的定位及與中央的關係的問題，因此不宜傖促行事。該報告同時表示不發行特區貨幣不會對吸引外資造成障礙。該年末國務院曾召開兩次相關會議，會上多數人贊成發行特區貨幣。
1983年1月，國務院經濟研究中心等部門組成調查組到深圳、珠海研究貨幣問題。其中廣東省、深圳市、招商局主張發行、珠海市要求不迫切，港澳工委不主張發行。調查組同月向廣東省省委領導表示贊成發行特區貨幣，以利資本主義經濟的發展。同年4月，國務院副總理田紀雲宣佈成立「國務院特區貨幣研究小組」（下稱「貨幣小組」），該小組基本上肯定了發行特區貨幣的方向，主要任務是研究如何發行。
當時中國大陸的經濟學者對是否發行特區貨幣爭辯熱烈，意見分歧。支持者認為如不發行特區貨幣，將使人民幣在深圳以至廣東被排擠，港元等外幣將佔主導地位，令深圳經濟過份受香港影響。至於反對意見認為，一個國家發行兩種貨幣，將不利國家穩定，且難以禁絕未來可自由兌換的深圳特區貨幣在其他中國大陸地區流通，可能對其他地區的經濟造成不良影響。

### 1984至1985年：成熟期
1984年港元在深圳流通至頂峰，黑市兌換價升至100港元兌63元人民幣，較官方牌價高出30多元，同時港元和外匯券佔社會商品零售額70.5%，人民幣跌幅厲害，令中央及廣東省政府擔心人民幣受衝擊。該年1月，深圳市委及市政府再次向省和中央提出發行特區貨幣的要求。2月鄧小平提出要先在深圳、廈門發行特區貨幣。不久研究小組經過調求意見後向深圳市提出了貨幣方案，包括匯率、與人民幣關係、中央提供外匯支持的金額等內容。該年8月，國務院會議同意發行深圳特區貨幣，切斷人民幣在深圳經濟特區內流通。10月，深圳向廣東及中央提交《關於如何發行好特區貨幣問題的請示報告》，提出具體的方案，並闡明特區貨幣與人民幣的關係。同月貨幣小組向中共中央政治局匯報三個方案，即讓港幣流通、讓外匯券流通、發行特區貨幣並可於香港主權移交後在香港流通三種選擇。中央政治局支持了發行特區貨幣的方案。
1985年，貨幣小組向國務院提交報告，提出特區貨幣由中國人民銀行發行，採用獨立匯價，與包括美元、日元、港元、英鎊的一籃子貨幣作浮動匯率，以人民幣為依據，而不與任何國際貨幣直接掛勾。該報告同時提出發行時間為1985年10月1日。

### 1985年後：計劃擱置
得到中央领导全力支持的深圳特区货币的发行计划，因为出乎所有人预料的、突然爆发的“海南汽车事件”而流产。1985年7月，伴随海南汽车事件，中央、省、市派出工作组在深圳各单位各企业严查炒汇（倒买倒卖外汇）收入。同时，1984年第四季度开始的对外盲目引进等全国经济过热周期，国家外汇储备大幅下降、全国范围的基建膨胀和信贷失控，国务院在1985年2月决定实施包括深圳特区在内的全面紧缩银根的举措。
然而，後來由於中資於香港的企業銀行代表反對，人大常委會會議上也認為一個國家不宜有兩種貨幣，同時因中國外匯緊張，不能保證可完全撥給特區貨幣支持，最後使中央政府決定暫緩發行。
此後，發行特區貨幣的建議便被擱置下來。於1985及1986年，港元在深圳的流通量佔深圳總流通量升至頂峰，而外匯券的流通量則萎縮至不到百分之一。
1985年11月深圳成立了外汇调剂中心。深圳的调剂市场汇率接近于真实汇率，基本上能根据外汇的供给与需求和国际市场的物价变动而浮动。
1986年後，港元的流通比率逐年下降，至1991年只佔9%。1990年，深圳人大、政协等机构的相继设立，也宣告了深圳“自由港”模式的终结。隨著深圳的生活水平日漸提高，深圳居民對港元的需求下降，人民幣恢復了深圳的主導地位，發行深圳特區貨幣之議因而不了了之。

## 貨幣設計
於1984年至1985年發行深圳特區貨幣之議最為熱烈之時，中國人民銀行為首的貨幣小組已就發行貨幣作好準備。1984年6月，中國人民銀行總行在深圳輕工業區買下兩幢大樓作為「深圳光華印鈔造幣公司」廠房，並已開始為造紙廠徵地。1985年1月，貨幣小組提交的報告中提出深圳特區貨幣紙幣以黃帝（軒轅氏）為像，硬幣採用飛禽圖。同年8月中國人民銀行將樣票設計送交中央政府批准。據說當時設計樣票時曾考慮使用毛澤東或孫中山頭像，但都感到不合適。同時有一種說法指當時使用了炎帝（神農氏）與黃帝同時作頭像，有炎黃子孫的意味。
由於1985年中關於發行特區貨幣的討論出現了反覆，因此相信深圳特區貨幣並未送印。目前仍未見有該貨幣的設計樣票刊佈過。